# Stefan Pierer
Stefan Pierer (* 25. November 1956 in Bruck an der Mur) ist ein österreichischer Unternehmer. Er ist Gründer der Beteiligungsgesellschaft Cross Industries (hervorgegangen aus der Brain Force Software AG), der späteren KTM Industries, inzwischen Pierer Mobility AG. Bis Jänner 2025 war er Vorstandsvorsitzender der KTM AG und bis März 2025 Co-Vorstandsmitglied. Im Juni 2022 wurde er zum Präsidenten der Industriellenvereinigung Oberösterreich gewählt.

## Leben
Stefan Pierer wuchs in Etmißl auf. Er absolvierte nach dem Gymnasium die HTL Kapfenberg. Anschließend studierte er an der Montanuniversität Leoben Betriebs- und Energiewirtschaft, das Studium schloss er 1982 als Diplomingenieur ab. Danach war er mehrere Jahre beim Heizungs- und Lüftungshersteller Hoval in Marchtrenk beschäftigt, zunächst als Vertriebsassistent, später als Vertriebsleiter für Oberösterreich sowie Prokurist.
1987 gründete er die Beteiligungsgesellschaft Cross Industries, aus der später die KTM Industries-Beteiligungsgruppe hervorging. Anfang der 1990er-Jahre kaufte er Teile der insolventen KTM Motor-Fahrzeugbau, aus der KTM-Sportmotorcycles GmbH ging 2005 die KTM AG hervor. Pierer ist außerdem unter anderem Aufsichtsratsvorsitzender der Pankl Racing Systems AG, Aufsichtsratsmitglied der SHW AG und Vizepräsident des ACEM, des Verbandes der europäischen Motorradhersteller.
Im Zuge der Nationalratswahl in Österreich 2017 unterstützte Pierer die Österreichische Volkspartei (ÖVP) mit einer Spende von 436.563 Euro, nachdem er zuvor angekündigt hatte, alle bis 31. Juli 2017 eingehenden ÖVP-Parteispenden zu verdoppeln. SPÖ-Finanzsprecher Kai Jan Krainer veröffentlichte in der Folge Details aus dem Steuerakt von Pierer und kritisierte die aus seiner Sicht zu geringe Steuerleistung Pierers. Pierer wies die Darstellung zurück, die gewählte Struktur würde vollinhaltlich der österreichischen Steuergesetzgebung entsprechen. Finanzminister Hans Jörg Schelling kündigte an, Ermittlungen wegen Verletzung des Steuer- und Amtsgeheimnisses einzuleiten.
2006 wurde Pierer durch Die Presse als Österreicher des Jahres in der Kategorie Wirtschaft nominiert, 2012 wurde er in der Kategorie Wirtschaftsmanagement ausgezeichnet. Die Zeitschrift Trend wählte ihn Ende 2014 zum Mann des Jahres. Auf der Liste The World’s Billionaires des US-Magazins Forbes war er 2018 erstmals vertreten, mit einem geschätzten Vermögen von 1,2 Milliarden US-Dollar belegte er darauf Platz 1867. Unter den reichsten Österreichern belegte er 2018 laut Forbes den achten Platz. Vom Industriemagazin wurde er 2018 auf der Liste der einflussreichsten österreichischen Manager auf Platz acht und 2020 und 2021 auf Platz sechs gereiht.
Pierer war ab 2016 Vizepräsident der Industriellenvereinigung (IV) Oberösterreich, am 13. Juni 2022 wurde er als Nachfolger von Axel Greiner zu deren Präsidenten gewählt. Vom Daimler-Aufsichtsrat wurde er für die Nachfolge von Sari Baldauf als Aufsichtsrat der Mercedes-Benz Group AG ab Mai 2023 vorgeschlagen und – trotz Kritik wegen möglicher Interessenskonflikte als Eigner des Mercedes-Zulieferers Leoni AG – gewählt. Von 2017 bis 2022 war Pierer Präsident des ACEM, des Verbandes der europäischen Motorradhersteller. Für die Funktionsperiode 2023 bis 2028 wurde er Vorsitzender des Universitätsrates der Montanuniversität Leoben. Pierer bezeichnet sein früheres unternehmerisches Wirken selbstkritisch als das einer „Heuschrecke“, wobei in diesem Zusammenhang der Aufkauf wirtschaftlich angeschlagener Unternehmen, deren Sanierung und gewinnbringender Weiterverkauf gemeint ist. Gemeinsam mit Mark Mateschitz gründete er 2024 die PiMa Beteiligungsverwaltung, die über die Robau Beteiligungsverwaltung GmbH am Feuerwehrausrüster Rosenbauer beteiligt ist. Im Dezember 2024 wurde bekannt, dass er nach der Insolvenz des Motorradherstellers KTM in Mattighofen nicht mehr als Präsident der Industriellenvereinigung Oberösterreich (IV OÖ) auftreten werde. Offiziell behalte er die Funktion, werde aber in dieser keine Aufgaben mehr wahrnehmen.
Ab Jänner 2025 war er neben dem Vorstandsvorsitzenden Gottfried Neumeister Co-Vorstandschef, im März 2025 legte er sein Vorstandsmandat der KTM AG zurück. Als Vorsitzende des Universitätsrates der Montanuniversität Leoben löste ihn im März 2025 Christiane Spiel ab, Pierer übernahm die Funktion des stellvertretenden Vorsitzenden. Im Juni 2025 wurde Thomas Bründl zu seinem Nachfolger als Präsident der Industriellenvereinigung Oberösterreich gewählt.

## Politische Positionen

### Elektromobilität
In seiner Funktion als Präsident des Verbands der europäischen Motorradhersteller (ACEM) äußerte sich Pierer in einem Interview mit dem Onlinemagazin Speedweek vom 12. Jänner 2022 zur Elektromobilität:

„Als Präsident der ACEM kann ich sagen, dass wir im Gegensatz zur Automobil-Industrie global eine klare Vorstellung davon haben, wo die Reise hingeht. Wir gehen davon aus, dass mit der 48-Volt-Elektrik bis zur A1-Klasse, das sind 11 Kilowatt oder 15 PS in den nächsten zehn Jahren vor allem in Europa sehr viel elektrisch werden wird ... Das betrifft die Roller, Mopeds und Mofas. Die ganzen Zweitakter werden verschwinden. Alles was die motorisierten Zweiräder über 48 Volt betrifft, geht Richtung E-Fuels. Da gibt es ganz klare Entwicklungspläne zwischen den Herstellern.“

Zum Motorradrennsport, insbesondere zum MotoE World Cup für einheitliche Motorrad-Prototypen mit Elektromotor als Rahmenrennen der Motorrad-Weltmeisterschaft, für den nicht ACEM, sondern FIM (Fédération Internationale de Motocyclisme) zuständig ist, sagte er:

„In absehbarer Zeit werden wir in der MotoGP mit E-Fuels fahren. Meine Idee war, und darüber habe ich 2021 mit den Beteiligten gesprochen, in der Moto3 und Moto2 früher zu  beginnen, um Erfahrungen zu sammeln. […] Wir können noch ewig mit Verbrennern fahren. […] Elektro-Mobilität ist ein Schwachsinn, der von wissenschaftlich ungebildeten Politikern gepusht wird. Ein aufgelegter Schwachsinn. […] Für ein MotoGP-Motorrad, das heute mit 20 Liter Treibstoff eine Renndistanz fährt, würde man eine 500 kg schwere Batterie brauchen, um eine vergleichbare Leistung und Reichweite zu erreichen und die gleiche Energiedichte zu schaffen. So etwas Dummes muss dir zuerst einmal einfallen. Wir haben heute 100.000 Zuschauer bei den MotoGP-Events, die wegen den Verbrenner-Motoren kommen.“

### Arbeitszeitverkürzung
Im Zusammenhang mit Diskussionen um Arbeitszeitverkürzung bezeichnete Pierer im Jahr 2023 die Forderung nach einer 32-Stunden-Woche bei vollem Einkommen als „sinnbefreit“ und „Beleidigung“ für seine „tüchtigen Mitarbeiter“. Im Jahr 2024 forderten Pierer und der Präsident der niederösterreichischen Industriellenvereinigung Karl Ochsner statt der 32-Stunden-Woche die Erhöhung auf eine 41-Stunden-Woche bei gleichbleibendem Einkommen. Dies sei notwendig, um die internationale Wettbewerbsfähigkeit europäischer Betriebe zu sichern.

### Erbschafts-, Vermögens- und Finanztransaktionssteuern
Pierer befürwortet die Besteuerung von Finanztransaktionen und Krypto-Assets, lehnt aber die Besteuerung von Vermögen von Familienunternehmen ab. Letzteres zerstöre Arbeitsplätze. Die Besteuerung von Vermögen wird von ihm generell abgelehnt. Erbschaftssteuern bei der Vererbung von Firmen wurden von Pierer in einem Interview als „Themenverfehlung“ bezeichnet.

### Nationalratswahl 2024
Vor der Nationalratswahl 2024 sprach sich Pierer für eine Koalition der ÖVP mit der FPÖ aus.

## Auszeichnungen und Nominierungen
- 2006: Nominierung durch Die Presse zum Österreicher des Jahres in der Kategorie Wirtschaft
- 2012: Österreicher des Jahres in der Kategorie Wirtschaftsmanagement[12]
- 2014: Wahl zum Mann des Jahres der Zeitschrift Trend[13]
- 2023: Ehrensenator der Montanuniversität Leoben[44]